# Храм Радхи-Говинды (Тирупати)
Храм Ра́дхи-Гови́нды (англ. Radha-Govinda Temple) — индуистский храм Международного общества сознания Кришны (ИСККОН) в городе Тирупати, Андхра-Прадеш, Индия. В храме установлены для поклонения статуи божеств Радхи-Кришны и восьми главных гопи (аштасакхи). Это один из крупнейших храмов ИСККОН в Индии и единственный храм в Южной Индии с божествами аштасакхи.

## Описание
Трёхъярусное здание храма расположено посреди огромного цветка лотоса, который символизирует лотосные стопы Кришны. На первом этаже расположена выставка, диорамы с изображением различных аватар Кришны и эпизодов индуистской мифологии. На втором этаже размещается аудиовизуальная студия и конференц-зал. Сам храм находится на третьем этаже. На главном алтаре установлены статуи божеств Радхи-Кришны и восьми главных гопи (аштасакхи).
Архитектура храма представляет собой синтез северо- и южноиндийских стилей индуистской храмовой архитектуры. Скульптурные элементы были изготовлены мастерами из Тамилнада, резьба по дереву была выполнена мастерами из Карнатаки, золотой орнамент — мастерами из Махараштры, диорамы — мастерами из Бенгалии и Ориссы. Роспись была выполнена художниками из Раджастхана.

## История
Строительство храма обошлось в 250 млн рупий (5,6 млн долларов США). Торжественная церемония инаугурации состоялась 31 января 2007 года. Ей предшествовали обряды хома и другие индуистские ритуалы, связанные с установкой статуй храмовых божеств. Проведение обрядов заняло несколько дней, с 25 по 31 января. В торжествах приняли участие более 5000 верующих из почти 50 стран мира. Почётными гостями были лидеры ИСККОН и американский меценат Альфред Форд (также известный под санскритским духовным именем «Амбариша Даса»). Все ритуалы были проведены совместно брахманами храма Тирумалы Венкатешвары и кришнаитами ИСККОН.